# Volkspark Humboldthain

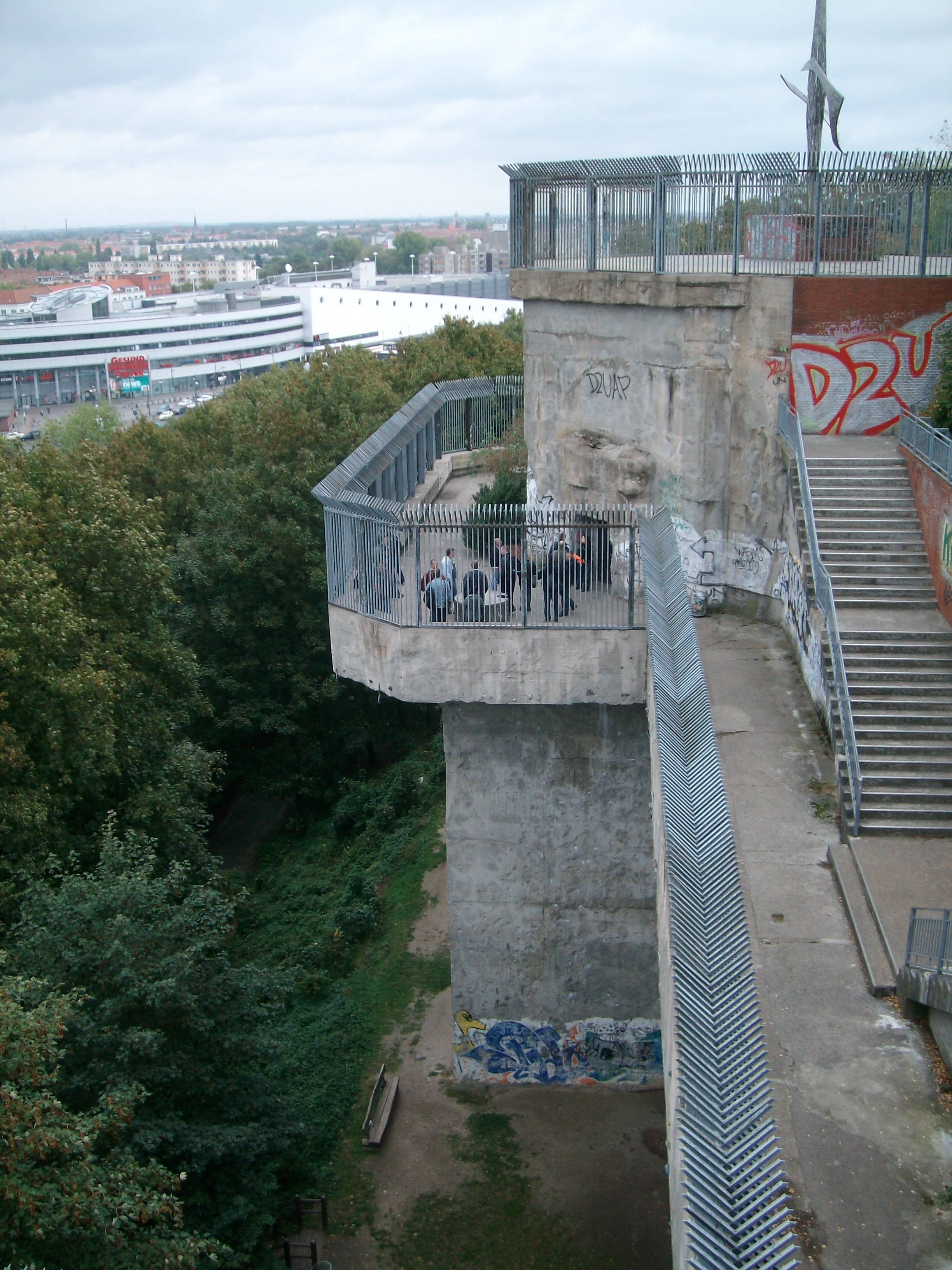
Den tidigare luftvärnsbunkern används bland annat som klättervägg.

Volkspark Humboldthain är en park i norra Berlin, belägen i stadsdelen Gesundbrunnen i stadsdelsområdet Mitte. Den omgärdas av gatorna Brunnenstrasse, Gustav-Meyer-Allee, Hussitenstrasse, och Hochstrasse, samt av S-Bahn-spåret norr om parken. Ytan uppgår till 29 hektar.
Parken anlades i den kraftigt industrialiserade stadsdel som då kallades Oranienburger Vorstadt mellan 1869 och 1876, till hundraårsminnet av naturforskaren Alexander von Humboldts födelse. Under andra världskriget uppfördes två stora luftvärnsbunkrar i parken, varav den norra fortfarande delvis står kvar, medan den södra idag är helt överskottad av en kulle som används som rodelbana. Parken restaurerades 1948-1951 och innehåller idag bland annat en rosenträdgård och ett utomhusbad.